# Ostap Bender
Ostap Bender (rusky Остап Бендер, samozvaný Ostap Sulejman Berta Maria Bender Bej,  Bender Zadunajskyj, později také Ostap Ibragimovič Bender) je literární postava podvodníka ze satirického románu Ilfa a Petrova Dvanáct křesel, který vyšel poprvé knižně v Moskvě roku 1928 a od té doby se dočkal desítek vydání po celém světě, divadelních i rozhlasových dramatizací, filmového a televizního zpracování. 

## Charakteristika

Socha Ostapa Bendera s šachovou figurkou koně a 12 křesly v parku kalmyckého města Elista

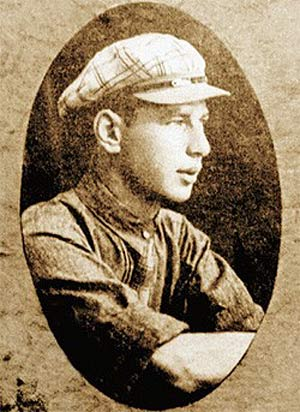
Osip Šor

Ostap Bender je typický podvodník rané sovětské éry z období NEPu. Místo řádné práce se vydal hledat poklad diamantů, ukrytý v jednom z 12 křesel rozptýleného šlechtického  dědictví. Po dobrodružné cestě za křesly, rozprodanými do různých míst Sovětského svazu, byl v noci  těsně před odhalením dvanáctého křesla zavražděn svým kumpánem Hypolitem Vrabčinským. 
Popularita této fiktivní postavy se v posledních desetiletích v Rusku a na Ukrajině vrátila v podobě soch a desek, zesměšňujících nadprodukci sovětských pomníků bezvýznamným lidem s kriminální minulostí.
Předlohou literární postavy byl autorům románu ukrajinský židovský dobrodruh Osip Šor (1899-1978) z Nikopolu, původně průvodčí na železnici, později inspektor státních drah a nakonec vícekrát trestaný kriminálník. Na rozdíl od svého literárního zpodobení nebyl zavražděn, dožil se vysokého věku a je pohřben na Vostrjakovském hřbitově v Moskvě. 

## Památky
- Benderovo muzeum bylo v 90. letech zřízeno při knihovně v Sestrorecku, v Kurortném rajónu Petrohradu.
- Benderovy pomníky: od 80. let se v sovětských a později ruských i ukrajinských městech začaly stavět satirické sochy Ostapa Bendera, někdy v doprovodu Hypolita Vrabčinského, jindy i s 12 křesly. Dochovaly se ve městech Petrohrad, Pjatigorsk, Starobilsk, Elista, Jekatěrinburg, Charkov, Berďansk a Komariv, existenci pomníku v Melitopolu aktuálně nelze ověřit.
- Pamětní deska v Oděse: na fasádě zdevastovaného domu v Katerinynské ulici je zavěšena bronzová deska s reliéfem Benderovy hlavy v čepici se štítkem (stylizované do podoby Lenina)  a textem: V tomto domě od 31. března 1931 do 1. dubna 1932 pracoval jako uklízeč Ostap Sulejmon Berta Maria Bender Bej.
- Památník hrdinům Dvanácti křesel v ukrajinské obci Komariv ve Vinnyckém rajónu má podobu sloupu se směrovkami do Moskvy, Stargorodu a Ria de Janeiro, text odkazuje na klíč k bytu, v němž jsou peníze.